# Piet Peters

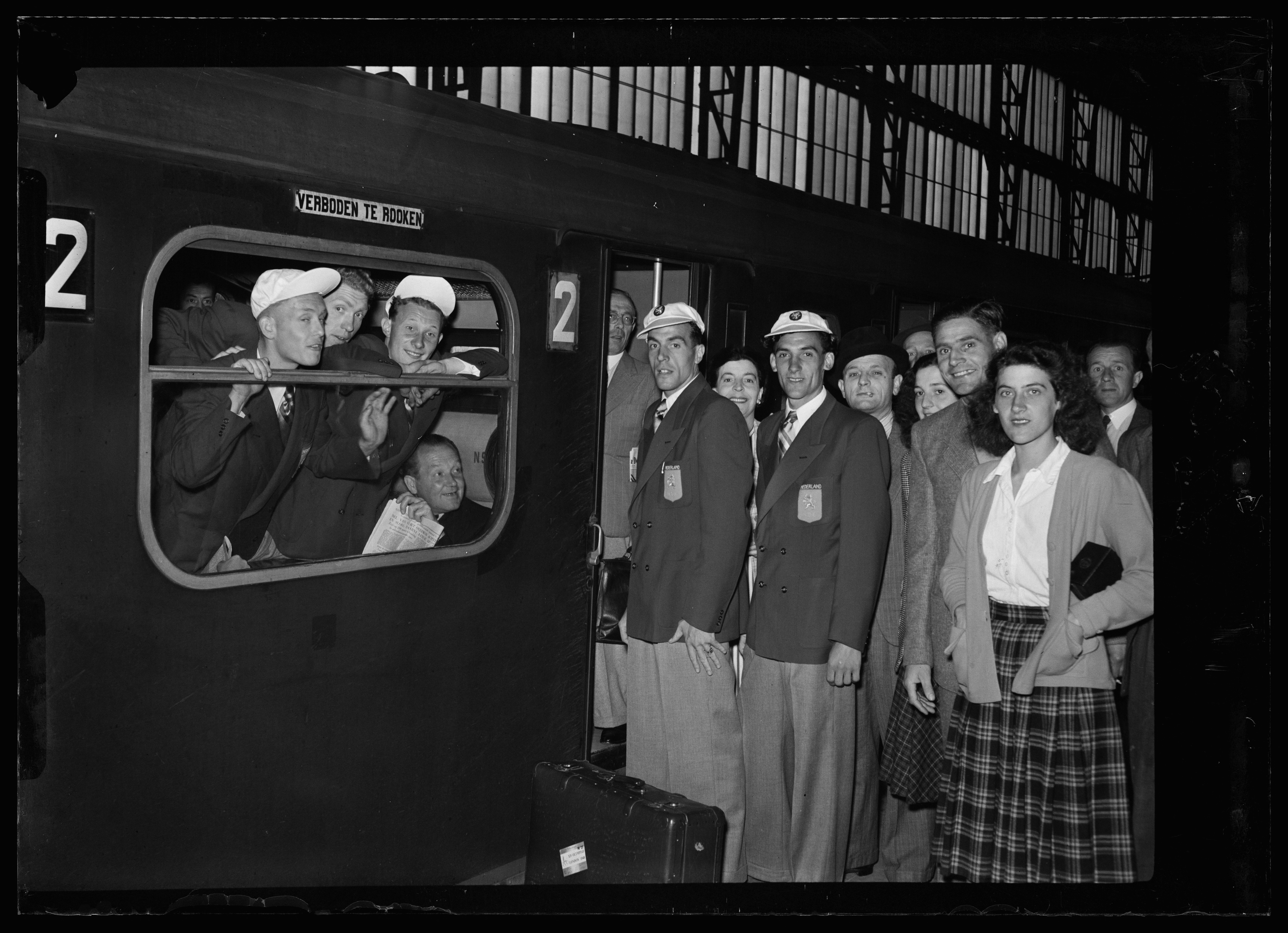
Die niederländische Radsportmannschaft für die Olympischen Sommerspiele 1948 mit Piet Peters

Pieter „Piet“ Peters (* 28. September 1921 in Haarlem; † 20. Januar 1993 ebenda) war ein niederländischer Radrennfahrer.

## Sportliche Laufbahn
Peters war im Straßenradsport und im Bahnradsport aktiv. Er war Teilnehmer der Olympischen Sommerspiele 1948 in London. Im olympischen Straßenrennen schied er aus. Das niederländische Team mit Piet Peters, Gerrit Voorting und Henk Faanhof kam nicht in die Mannschaftswertung. 1951 wurde er Zweiter bei der Benelux Tour für Amateure hinter Hein Van Breenen.